# Svjetsko prvenstvo u nogometu – Francuska 1938.
Svjetsko prvenstvo u nogometu 1938. godine treće je izdanje toga natjecanja, a održavalo se od 4. do 19. lipnja u Francuskoj. Francuska je izabrana za domaćina na FIFA-inom sastanku 1936. godine. Talijani su obranili titulu iz Italije 1934. pobijedivši Mađare rezultatom 4:2 u finalu.

## Kvalifikacije
FIFA-ina odluka o Francuskoj kao domaćinu donesena je tijekom Olimpijade u Berlinu 1936., a prouzrokovala je erupciju nezadovoljstva u Južnoj Americi, čije su zemlje, pogotovo Urugvaj i Argentina, očekivale domaćinstvo. No, ono je dodijeljeno drugi put zaredom europskoj državi, zbog čega je Urugvaj po drugi put zaredom odbio nastupiti na Svjetskom prvenstvu. Odluci o nenastupanju pridružila se i Argentina. Španjolska reprezentacija postala je prva momčad u povijesti svjetskih prvenstava koja je morala odustati od nastupa na svjetskom prvenstvu zbog rata.
Ovo prvenstvo prvo je u povijesti u kojem su se domaćin (Francuska) i pobjednik prijašnjega turnira (Italija) automatski kvalificirali. Pobjednik prijašnjega svjetskoga prvenstva automatski se kvalificirao sve do Svjetskoga prvenstva u Njemačkoj 2006. godine kada je to ukinuto. Prije početka natjecanja određeno je da će se šesnaest momčadi natjecati u glavnome turniru, no Austrija se povukla zbog pripajanja nacističkoj Njemačkoj, pa je u glavnome turniru preostalo petnaest momčadi.

## Tijek natjecanja
Prvenstvo se ponovo održalo u knock-out sustavu, sličnom onome iz Italije 1934. godine. Ovo prvenstvo bilo je posljednje u kojemu nije bilo skupina.
U pet od osam utakmica osmine finala (prvoga kola) trebali su produžetci da se odluči pobjednik i momčad koja će ići u četvrtfinale. Švicarci su pobijedili Nijemce koji su nastupali zajedno s nekim Austrijancima, kojima je to omogućeno nakon Anschlussa, rezultatom 4:2 nakon što je prvih devedeset minuta završilo rezultatom 1:1. Kubanci su prošli dalje pobjedom nad Rumunjima.
Švedska je automatski prošla u četvrtfinale zbog povlačenja Austrije, gdje je porazila Kubu s visokih 8:0 i prošla u polufinale. Domaćina Francusku pobijedili su Talijani koji su nastupali u provokativnim crnim, fašističkim kompletima. Mađarska laka konjica pobijedila je Švicarce, a Brazil svladao Čehoslovačku u ponovljenoj utakmici rezultatom 2:1 (u prvoj utakmici dva najbolja Čehoslovaka, Oldřich Nejedlý i František Plánička, zadobila su prijelome).
U polufinalu, Mađari su uništili Šveđane rezultatom 5:1, dok su se Italija i Brazil sučelili prvi put u povijesti svjetskih prvenstava. Brazilci su odmarali svoga najboljega igrača i kasnije najboljega strijelca, Leônidasa, očekujući prolaz, no poraženi su rezultatom 2:1. U utakmici za treće mjesto Brazil je nadvisio Švedsku 4:2.
Finale se održalo na Stade Olympique de Colombesu u Parizu. Talijani su zarana poveli, no Mađari su izjednačili za manje od dvije minute. Do kraja poluvremena, Talijani su poveli s 3:1 i Mađari se više nisu uspjeli vratiti u utakmicu. Krajnji rezultat od 4:2 omogućio je Talijanima da obrane naslov svjetskih prvaka i da se odvoje od Urugvaja na listi osvojenih Svjetskih prvenstava.
Nakon finala pojavila se teorija da su Mađari, ili bar vratar Antal Szabo, dopustili Talijanima da pobijede zbog straha Mađara za živote Talijana nakon što su doznali da su Talijani primili Mussolinijev telegram u kojemu je pisalo Vincere o morire! (što su Mađari preveli doslovno i dobili Pobijedite ili umrite!). No, prava istina je da je to bio izraz kojima su se Talijani međusobno hrabrili u fašističko doba, kada su sportaši bili iznimno poštovani i korišteni u propagandi fašizma. Navodno je mađarski vratar Szabo izjavio: Iako sam primio četiri pogotka, možda sam im spasio živote. Njegove riječi su ili pokušaj opravdanja za poraz ili iskreni strah prouzrokovan nerazumijevanjem smisla Mussolinijeve poruke.
Zbog Drugog svjetskog rata svjetska prvenstva nisu se održavala idućih dvanaest godina do Svjetskoga prvenstva u Brazilu 1950. godine. Zahvaljujući tim okolnostima, Talijani su bili na krovu svijeta čak šesnaest godina. Talijan Ottorino Barassi, potpredsjednik FIFA-e, čuvao je trofej namijenjen pobjedniku svjetskoga prvenstva u kutiji za cipele ispod svoga kreveta s namjerom da spriječi njegovu otimačinu od stranih vojnika koji su prodrli u Italiju.

### Sve utakmice
|  | Prvi krug              | Prvi krug             |                        |    | Četvrtfinale | Četvrtfinale |                       |                       | Polufinale | Polufinale |  |  | Finale | Finale |
|  |                        |                       |                        |    |              |              |                       |                       |            |            |  |  |        |        |
|  | 5. lipnja – Pariz      |                       |                        |    |              |              |                       |                       |            |            |  |  |        |        |
|  |                        |                       |                        |    |              |              |                       |                       |            |            |  |  |        |        |
|  | Francuska              | 3                     |                        |    |              |              |                       |                       |            |            |  |  |        |        |
|  | Francuska              | 3                     | 12. lipnja – Pariz     |    |              |              |                       |                       |            |            |  |  |        |        |
|  | Belgija                | 1                     |                        |    |              |              |                       |                       |            |            |  |  |        |        |
|  | Belgija                | 1                     | Italija                | 3  |              |              |                       |                       |            |            |  |  |        |        |
|  | 5. lipnja – Marseille  |                       | Italija                | 3  |              |              |                       |                       |            |            |  |  |        |        |
|  |                        | Francuska             | 1                      |    |              |              |                       |                       |            |            |  |  |        |        |
|  | Italija                | Francuska             | 1                      | 2  |              |              |                       |                       |            |            |  |  |        |        |
|  | Italija                |                       | 16. lipnja – Marseille | 2  |              |              |                       |                       |            |            |  |  |        |        |
|  | Norveška               | 1                     |                        |    |              |              |                       |                       |            |            |  |  |        |        |
|  | Norveška               | 1                     | Italija                | 2  |              |              |                       |                       |            |            |  |  |        |        |
|  | 5. lipnja – Strasbourg |                       | Italija                | 2  |              |              |                       |                       |            |            |  |  |        |        |
|  |                        | Brazil                | 1                      |    |              |              |                       |                       |            |            |  |  |        |        |
|  | Brazil                 | Brazil                | 1                      | 6  |              |              |                       |                       |            |            |  |  |        |        |
|  | Brazil                 | 14. lipnja – Bordeaux |                        | 6  |              |              |                       |                       |            |            |  |  |        |        |
|  | Poljska                | 5                     |                        |    |              |              |                       |                       |            |            |  |  |        |        |
|  | Poljska                | 5                     | Brazil                 | 2  |              |              |                       |                       |            |            |  |  |        |        |
|  | 5. lipnja – Le Havre   |                       | Brazil                 | 2  |              |              |                       |                       |            |            |  |  |        |        |
|  |                        | Čehoslovačka          | 1                      |    |              |              |                       |                       |            |            |  |  |        |        |
|  | Čehoslovačka           | Čehoslovačka          | 1                      | 3  |              |              |                       |                       |            |            |  |  |        |        |
|  | Čehoslovačka           |                       | 19. lipnja – Pariz     | 3  |              |              |                       |                       |            |            |  |  |        |        |
|  | Nizozemska             | 0                     |                        |    |              |              |                       |                       |            |            |  |  |        |        |
|  | Nizozemska             | 0                     | Italija                | 4  |              |              |                       |                       |            |            |  |  |        |        |
|  | 9. lipnja – Pariz      |                       | Italija                | 4  |              |              |                       |                       |            |            |  |  |        |        |
|  |                        | Mađarska              | 2                      |    |              |              |                       |                       |            |            |  |  |        |        |
|  | Njemačka               | Mađarska              | 2                      | 2  |              |              |                       |                       |            |            |  |  |        |        |
|  | Njemačka               | 12. lipnja – Lille    |                        | 2  |              |              |                       |                       |            |            |  |  |        |        |
|  | Švicarska              | 4                     |                        |    |              |              |                       |                       |            |            |  |  |        |        |
|  | Švicarska              | 4                     | Mađarska               | 2  |              |              |                       |                       |            |            |  |  |        |        |
|  | 5. lipnja – Reims      |                       | Mađarska               | 2  |              |              |                       |                       |            |            |  |  |        |        |
|  |                        | Švicarska             | 0                      |    |              |              |                       |                       |            |            |  |  |        |        |
|  | Mađarska               | Švicarska             | 0                      | 6  |              |              |                       |                       |            |            |  |  |        |        |
|  | Mađarska               |                       | 16. lipnja – Pariz     | 6  |              |              |                       |                       |            |            |  |  |        |        |
|  | Indonezija             | 0                     |                        |    |              |              |                       |                       |            |            |  |  |        |        |
|  | Indonezija             | 0                     | Mađarska               | 5  |              |              |                       |                       |            |            |  |  |        |        |
|  | 5. lipnja – Lyon       |                       | Mađarska               | 5  |              |              |                       |                       |            |            |  |  |        |        |
|  |                        | Švedska               | 1                      |    | Treće mjesto | Treće mjesto |                       |                       |            |            |  |  |        |        |
|  | Švedska                | Švedska               | 1                      | bb | Treće mjesto | Treće mjesto |                       |                       |            |            |  |  |        |        |
|  | Švedska                | 12. lipnja – Antibes  | 12. lipnja – Antibes   | bb |              |              | 19. lipnja – Bordeaux | 19. lipnja – Bordeaux |            |            |  |  |        |        |
|  | Austrija               | 12. lipnja – Antibes  | 12. lipnja – Antibes   | 0  |              |              | 19. lipnja – Bordeaux | 19. lipnja – Bordeaux |            |            |  |  |        |        |
|  | Austrija               | Švedska               | 8                      | 0  | Brazil       | 4            |                       |                       |            |            |  |  |        |        |
|  | 9. lipnja – Toulouse   | Švedska               | 8                      |    | Brazil       | 4            |                       |                       |            |            |  |  |        |        |
|  |                        | Kuba                  | 0                      |    | Švedska      | 2            |                       |                       |            |            |  |  |        |        |
|  | Kuba                   | Kuba                  | 0                      | 2  | Švedska      | 2            |                       |                       |            |            |  |  |        |        |
|  | Kuba                   |                       |                        | 2  |              |              |                       |                       |            |            |  |  |        |        |
|  | Rumunjska              | 1                     |                        |    |              |              |                       |                       |            |            |  |  |        |        |
|  | Rumunjska              | 1                     |                        |    |              |              |                       |                       |            |            |  |  |        |        |

## Strijelci
7 golova
- Leônidas (BRA)

6 golova
- Gyula Zsengellér (HUN)

5 golova
- György Sárosi (HUN)
- Silvio Piola (ITA)

4 gola
- Gino Colaussi (ITA)
- Ernest Wilimowski (POL)

3 gola
- Perácio (BRA)
- Romeu (BRA)
- Tore Keller (SWE)
- Arne Nyberg (SWE)
- Gustav Wetterström (SWE)
- André Abegglen (SUI)

2 gola
- Héctor Socorro (CUB)
- Oldřich Nejedlý (TCH)
- Jean Nicolas (FRA)
- Silviu Bindea (ROM)

1 gol
- Henri Isemborghs (BEL)
- Roberto (BRA)
- Tomás Fernández (CUB)
- Carlos Oliveira (CUB)
- Juan Tuñas (CUB)
- Vlastimil Kopecký (TCH)
- Josef Košťálek (TCH)
- Josef Zeman (TCH)
- Oscar Heisserer (FRA)
- Émile Veinante (FRA)
- Josef Gauchel (GER)
- Wilhelm Hahnemann (GER)
- Vilmos Kohut (HUN)
- Ferenc Sas (HUN)
- Pál Titkos (HUN)
- Géza Toldi (HUN)
- Pietro Ferraris (ITA)
- Giuseppe Meazza (ITA)
- Arne Brustad (NOR)
- Fryderyk Scherfke (POL)
- Iuliu Baratky (ROM)
- Ştefan Dobay (ROM)
- Harry Andersson (SWE)
- Sven Jonasson (SWE)
- Alfred Bickel (SUI)
- Eugen Wallaschek (SUI)

Autogol
- Ernst Lörtscher  (SUI) (u korist Njemačke)

## Stadioni
Prvenstvo se održavalo u deset gradova:
- Antibes, Stade du Fort Carré
- Bordeaux, Parc Lescure
- Le Havre, Stade Cavée Verte
- Lille, Stade Victor Boucquey
- Lyon, Stade Gerland (jedina utakmica, ona između Švedske i Austrije, predviđena da se odigra tamo otkazana je)
- Marseille, Stade Vélodrome
- Pariz, Park prinčeva i Stade Olympique de Colombes
- Reims, Stade Auguste Delaune
- Strasbourg, Stade de la Meinau
- Toulouse, Stadium de Toulouse

## Vanjske poveznice
- Svjetsko prvenstvo u nogometu – Francuska 1938. – FIFA-ina službena stranica  Arhivirana inačica izvorne stranice od 20. ožujka 2007. (Wayback Machine)

- Detalji sa RSSSF-ove službene stranice